# Atletica leggera alla XXX Universiade - 10000 metri piani maschili
La specialità dei 10000 metri piani maschili alla Universiade di Napoli 2019 si è svolta il 9 luglio 2019.

## Risultati
| Pos.    | Nome               | Nazione     | Tempo    | Note                          |
| ------- | ------------------ | ----------- | -------- | ----------------------------- |
| Oro     | Mokofane Kekana    | Sudafrica   | 29'29"43 |                               |
| Argento | Hiroki Abe         | Giappone    | 29'30"01 |                               |
| Bronzo  | Adriaan Wildschutt | Sudafrica   | 29'36"39 |                               |
| 4       | Iliass Aouani      | Italia      | 29'41"97 |                               |
| 5       | Farah Abdulkarim   | Canada      | 29'43"51 |                               |
| 6       | Ashenafi Tadesse   | Etiopia     | 29'47"83 | Miglior prestazione personale |
| 7       | Wang Hao           | Cina        | 30'08"59 |                               |
| 8       | Kazuya Nishiyama   | Giappone    | 30'10"65 |                               |
| 9       | Benjamin Preisner  | Canada      | 30'27"37 |                               |
| 10      | Riley Cocks        | Australia   | 30'36"67 |                               |
| 11      | Frederik Ernst     | Danimarca   | 30'52"23 |                               |
| 12      | Dieter Kersten     | Belgio      | 30'53"15 |                               |
| 13      | Lachlan Cook       | Australia   | 30'56"66 |                               |
| 14      | Bipin Kumar Patel  | India       | 31'33"09 |                               |
| 15      | Bernardo Maldonado | Argentina   | 31'48"53 |                               |
| 16      | Gonzalo Parra      | Messico     | 31'51"92 |                               |
|         | Xie Chao           | Cina        | dnf      |                               |
|         | Eero Saleva        | Finlandia   | dnf      |                               |
|         | Moses Mithi Longwe | Malawi      | dnf      |                               |
|         | Manuel de Backer   | Paesi Bassi | dnf      |                               |
|         | Brian Wangwe       | Uganda      | dnf      |                               |